# Christy
Christy é um município que está localizado no Condado de Lawrence, em Illinois, nos Estados Unidos da América. De acordo com o censo do ano de 2000, sua população era de 1,579 habitantes.